# برايان لويس (لاعب كريكت)
برايان لويس (18 يوليو 1945 في المملكة المتحدة - ) (بالإنجليزية: Brian Lewis)‏ هو لاعب كريكت بريطاني وبريطاني. لعب مع نادي مقاطعة غلاموركن للكريكت ‏.